# Reice Charles-Cook
Reice Jordan Charles-Cook (Lewisham, 8 de abril de 1994) é um futebolista granadino que atua como goleiro. Atualmente defende o Welling United. Possui também ascendência jamaicana.

## Carreira
Revelado pelo Arsenal, permaneceu vinculado aos Gunners entre 2012 e 2013, porém não atuou em nenhum jogo pelo time profissional, sendo emprestado ao Chelmsford City, onde jogou 3 partidas.
Teve ainda um período de testes no Bristol City antes de assinar com o Bury em julho do mesmo ano. Kevin Blackwell, técnico dos Shakers, declarou que o time não possuía goleiros jovens e Charles-Cook se encaixaria no perfil. Sua estreia ocorreu apenas em fevereiro de 2014, contra o Southend United, entrando no lugar de Brian Jensen, enquanto o único jogo como titular foi contra o Torquay United.
Defendeu também Coventry City (foi campeão do EFL Trophy de 2016–17, onde foi o titular - exceto na decisão contra o Oxford United), Nuneaton Town (empréstimo), Swindon Town, SønderjyskE (um jogo pela Copa da Dinamarca), Macclesfield Town e Welling United, sua atual equipe - ainda integrou os elencos do Shrewsbury Town e do Boreham Wood, mas não entrou em campo.

## Carreira internacional
O goleiro estreou pela seleção de Granada em junho de 2021, contra Antígua e Barbuda, pelas eliminatórias da CONCACAF para a Copa de 2022.
Em julho, foi convocado para a Copa Ouro, cometendo um erro ao receber uma bola recuada que resultou no primeiro gol de Honduras, que venceu por 4 a 0.

## Vida pessoal
É irmão mais velho dos meio-campistas Anthony Cook (que também é seu companheiro de equipe no Welling United) e Regan Charles-Cook, além de ser sobrinho de James Cook, ex-campeão britânico da categoria super pesos-médios.

## Títulos
Coventry City
- EFL Trophy:2016–17